# فهرست پستی شاعرانگی دانشگاه بوفالو
فهرست پستی شاعرانگی دانشگاه بوفالو یکی از قدیمی‌ترین و شناخته‌شده‌ترین فهرست‌های پستی اختصاص‌یافته به بحث در مورد شعر و شعرشناسی معاصر آمریکای شمالی بود. این فهرست در ۸ دسامبر ۱۹۹۳ آغاز شد، هرچند که آرشیو قابل‌دسترس آن فقط شامل پیام‌هایی از اواسط ۱۹۹۴ به بعد است. تعدادی از شاعران و منتقدان تأثیرگذار مرتبط با جنبش‌های مختلف شعر معاصر، از جمله مارجری پرلف و چارلز برنشتاین، از اعضای این فهرست بودند. تخمین‌های مربوط به تعداد اعضای این فهرست متفاوت است، اما حدود ۱۸۰۰ خواننده داشته است. این فهرست در سال ۲۰۱۴ متوقف شد.
این فهرست روی سرورهای متعلق به دانشگاه بوفالو اجرا می‌شد و با برنامه تحصیلات تکمیلی این دانشگاه در زمینه شعرشناسی مرتبط بود. این فهرست بسته بود و پیام‌های ارسال‌شده توسط مدیر و ویراستار، ایمی کینگ، انتخاب می‌شدند. این فهرست در طول سال‌ها دستخوش جنجال‌های متعددی شد. در سال ۱۹۹۹، برنشتاین این فهرست را به‌طور موقت تعطیل کرد که ظاهراً به دلیل تعداد زیاد پیام‌های ارسال‌شده توسط یکی از مشترکان، هنری گولد، بود، که خود او این ادعا را رد کرد. این فهرست بعداً دوباره فعال شد. این فهرست دارای میزان کمی نظارت توسط مدیران فهرست بود و بیشتر پیام‌ها «از پیش تأیید شده» بودند؛ قوانین جدید فهرست همچنین بیان می‌کردند که:
«ما به‌طور کلی ارسال آثار خلاقانه‌ای که مستقیماً به بحث درباره مسائل شعرشناسی در فهرست مربوط نباشند را نمی‌پذیریم. فهرست شعرشناسی محلی برای ارسال شعرهای مستقل شخصی یا یادداشت‌های روزانه نیست. با این حال، ویراستار فهرست ممکن است گه‌گاهی شعرهایی را برای انتشار در فهرست درخواست کند یا تأیید نماید.»
در روزهای اولیه این فهرست، عضویت، بحث‌های فهرست و حتی وجود خود فهرست خصوصی نگه داشته می‌شد و اعضا ملزم بودند که محتوای پیام‌های فهرست یا خود فهرست را با «بیگانگان» در میان نگذارند. افرادی که می‌خواستند به فهرست بپیوندند باید یک «بیانیه شخصی» کوتاه ارائه می‌دادند تا تأیید شوند. همچنین «نام واقعی» موردنیاز بود. این الزامات در سال‌های بعد کاهش یافت.
در سال ۲۰۰۱، این فهرست به‌عنوان بستر اصلی یک اعتراض علیه انتصاب بیلی کالینز به عنوان مشاور شعر کتابخانه کنگره مورد استفاده قرار گرفت. اعضای فهرست در انتخاب یک «ضد-ملی‌سرای» که توسط رابرت آرشامبو سازماندهی شده بود، شرکت کردند. آنزلم هولو به این سمت افتخاری انتخاب شد.